# Rezerwat przyrody Młochowski Łęg
Rezerwat przyrody Młochowski Łęg – leśny rezerwat przyrody znajdujący się na terenie gminy Nadarzyn w województwie mazowieckim.
Cel ochrony (według tablicy informacyjnej) – zachowanie lasu łęgowego jesionowo-olszowego oraz fragmentów lasu grądowego w dolinie rzeki Utraty.
Dolinę rzeki Utraty porasta drzewostan olszowy ze sporadycznie występującymi jesionem i świerkiem.
W warstwie podszytu występują tu:
- czeremcha pospolita
- porzeczka czarna i czerwona
- trzmielina pospolita
- jarząb pospolity
- bez czarny
- kruszyna pospolita

W 2002 wpuszczono do rezerwatu rodzinę bobrów liczącą 7 sztuk.
Przez rezerwat przebiega szlak turystyczny:
- Żelechów - rez. Młochowski Łęg - rez. Młochowski Grąd - Młochów